# Power Five
Power Five bezeichnet im College Football die fünf Conferences Atlantic Coast Conference (ACC), Big Ten Conference, Big 12 Conference, Pacific-12 Conference und Southeastern Conference (SEC). Sie gelten als die fünf stärksten Conferences im College Football und bilden zusammen mit fünf weiteren Conferences, die als Group of Five bezeichnet werden, die NCAA Division I Football Bowl Subdivision. Insgesamt werden 65 Mannschaften zu den Power Five gerechnet, neben den 64 Mannschaften aus den fünf Conferences zählt auch die unabhängige University of Notre Dame zu den Power Five.
Im Juli 2023 werden vier Mannschaften als neue Mitglieder der Big 12 Conference zu den Power Five stoßen. Cincinnati, Houston und UCF werden von der American Athletic Conference teilnehmen. BYU, das als unabhängiger FBS spielte, wird die West Coast Conference verlassen, die keinen Football spielt.
Seit Einführung der College Football Playoffs im Jahr 2014 nahmen ausschließlich Teams aus den Power Five Conferences teil, bis 2021 die Cincinnati Bearcats aus der American Athletic Conference teilnahmen.

## Mitglieder der Power Five
| Atlantic Coast Conference | Big Ten Conference | Big 12 Conference | Pacific-12 Conference | Southeastern Conference |
| ------------------------- | ------------------ | ----------------- | --------------------- | ----------------------- |
| Boston College            | Illinois           | Baylor            | Arizona               | Alabama                 |
| Clemson                   | Indiana            | Iowa State        | Arizona State         | Arkansas                |
| Duke                      | Iowa               | Kansas            | California            | Auburn                  |
| Florida State             | Maryland           | Kansas State      | Colorado              | Florida                 |
| Georgia Tech              | Michigan           | Oklahoma          | Oregon                | Georgia                 |
| Louisville                | Michigan State     | Oklahoma State    | Oregon State          | Kentucky                |
| Miami (FL)                | Minnesota          | TCU               | Stanford              | LSU                     |
| North Carolina            | Nebraska           | Texas             | UCLA                  | Mississippi State       |
| North Carolina State      | Northwestern       | Texas Tech        | USC                   | Missouri                |
| Pittsburgh                | Ohio State         | West Virginia     | Utah                  | Ole Miss                |
| Syracuse                  | Penn State         |                   | Washington            | South Carolina          |
| Virginia                  | Purdue             |                   | Washington State      | Tennessee               |
| Virginia Tech             | Rutgers            |                   |                       | Texas A&M               |
| Wake Forest               | Wisconsin          |                   |                       | Vanderbilt              |
| Notre Dame 1              |                    |                   |                       |                         |